# Thomas Langballe
Thomas Langballe (* 4. Januar 1762 in Thisted; † 13. Februar 1826 in Bethlehem, Vereinigte Staaten) war ein dänischer Missionar.

## Leben
Thomas Langballe wurde in Thisted als Sohn des Kaplans Michael Langballe (1726–1773) und seiner Frau Hedvig Marie Praëm († 1773) geboren. Beide Eltern starben innerhalb weniger Wochen, als Thomas elf Jahre alt war. Er kam daraufhin zu seinem Onkel Kaj Thomsen Praëm, der Pastor im Øsløs Sogn 20 km östlich von Thisted, wo er fortan gemeinsam mit zwei Cousins aufwuchs. Im selben Jahr kam die Herrnhuter Brüdergemeine nach Dänemark, wo sie den Ort Christiansfeld gründeten, um fortan von dort aus ihren Glauben im Land zu verbreiten. Kaj Thomsen Praëm sympathisierte mit den Herrnhutern und prägte somit auch seinen Neffen.
1775 reiste er im Alter von 14 Jahren alleine nach Christiansfeld, um sich der Brüdergemeine anzuschließen. Anfangs arbeitete er in der Leinwandweberei, wurde aber dann beim Uhrmacher Matthias (Mads) Wied gelehrt. Nach drei Jahren wurde er Geselle und reiste 1783 ins oberschlesische Gnadenfeld. Dort arbeitete er als Uhrmacher und Hausorganist. Er bildete auch neue Uhrmacherlehrlinge aus. Nebenher lernte er Deutsch und Englisch.
1787 wurde er nach Suriname geschickt. Er erreichte das Land nach langer Reise erst am 5. Juli 1788. Dort wirkte er als Missionar, obwohl er wohl lieber Uhrmacher geblieben wäre. Wohl 1797 reiste er erstmals in die Vereinigten Staaten. Im Juni 1800 heiratete er die verwitwete Missionärsgattin Maria Ester Wade verw. Oertel († 1802). Sie starb zwei Jahre nach der Heirat während einer Epidemie. Danach heiratete er Hannah Warner (1771–1806), aber auch sie starb bereits ein Jahr nach der Eheschließung ebenso wie die gemeinsame Tochter. 1807 heiratete er in dritter Ehe Gertrud Marie Lorenzen († 1818). Mit ihr reiste er zurück nach Suriname. 1810 wurde er zum Leiter der Mission über Suriname ernannt. Als solcher musste er viel herumreisen. Es ist belegt, dass er im September 1811 von Paramaribo in die verlassene Missionsstation Hoop (Hope) am Corantijn reiste, um sie wieder aufzubauen. Nach dem Tod seiner dritten Frau nahm auch Thomas Langballes Gesundheit ab. Dazu litt er an einem Grauen Star. 1819 reiste er wieder in die Vereinigten Staaten. Er ließ sich in der Herrnhutersiedlung Bethlehem in Pennsylvania nieder. Von 1821 bis 1824 lebte er jedoch in Lititz, wo er als Gemeinegehilfe tätig war. Anschließend kehrte er nach Bethlehem zurück. Im März 1822 hatte er in vierter Ehe die Lehrerin Maria Salome Meinung (1779–1862) geheiratet, die ihn überlebte. Thomas Langballe starb am 13. Februar 1826 im Alter von 64 Jahren. Seine Witwe heiratete anschließend den Missionar J. C. Ebbeke.
Thomas Langballes Leben ist vor allem durch seinen autobiografischen Lebenslauf bekannt, den die Mitglieder der Herrnhuter Brüdergemeine anfertigten. Langballes Lebenslauf ist auf Schwedisch verfasst, sodass davon auszugehen ist, dass es sich um eine spätere Übersetzung handelt.